# 4-Hydroxybenzoate de méthyle
Le 4-hydroxybenzoate de méthyle ou méthylparabène (E218) est un conservateur de la famille des parabènes.
Il est utilisé dans les cosmétiques, les médicaments et les aliments, pour ses propriétés antibactériennes et antifongiques.